# Salvation (canção de The Cranberries)
"Salvation" é o primeiro single de The Cranberries do seu terceiro álbum de estúdio To the Faithful Departed. A música fez sucesso nos EUA onde alcançou o primeiro lugar na lista de Alternative Songs da Billboard durante quatro semanas e chegou a oitava posição nas paradas da Irlanda.

## Conteúdo
A música fala sobre abuso de drogas e como evitar ser vítima deste mal. A franqueza da canção foi considerada branda pela mídia e pelos críticos, mas Dolores O'Riordan se justificou dizendo que não era para dizer o que as pessoas deveriam fazer, mas sim uma reflexão pessoal.

## Faixas
| N.º | Título                              | Letras                         | Música          | Duração |  |
| 1.  | "Salvation"                         | Dolores O'Riordan e Noel Hogan | The Cranberries | 2:24    |  |
| 2.  | "I'm Still Remembering"             |                                | The Cranberries |         |  |
| 3.  | "I Just shot John Lennon (ao vivo)" |                                | The Cranberries |         |  |

## Video
O vídeo da música "Salvation" foi dirigido por Olivier Dahan em março 1996 , na França, para a empresa Bandits Productions.
É um dos vídeos mais aclamados por fãs da banda. Ele tem um humor bizarro, e referências notórias ao uso e abuso de drogas. O vídeo mostra um palhaço com agulhas no lugar dos cabelos e dos dedos, uma garota confusa, cujos pais estão sendo torturados pelo palhaço, tudo em uma casa de papelão no topo de uma colina com uma lua amarela.
As imagens bizarras são supostamente para representar os efeitos que as drogas têm sobre as pessoas. O palhaço pulando sobre um urso de pelúcia é um símbolo da perda da inocência, e os pais presos mostram como as drogas são um problema que afeta não só o consumidor, mas também os seus familiares próximos e os amigos.

## Covers
Senses Fail gravou essa canção como uma faixa bônus em seu álbum Still Searching.
Prayer for Cleansing, uma banda de metalcore straight-edge, gravou a canção em seu álbum The Tragedy, em 2004.

## Paradas e posições

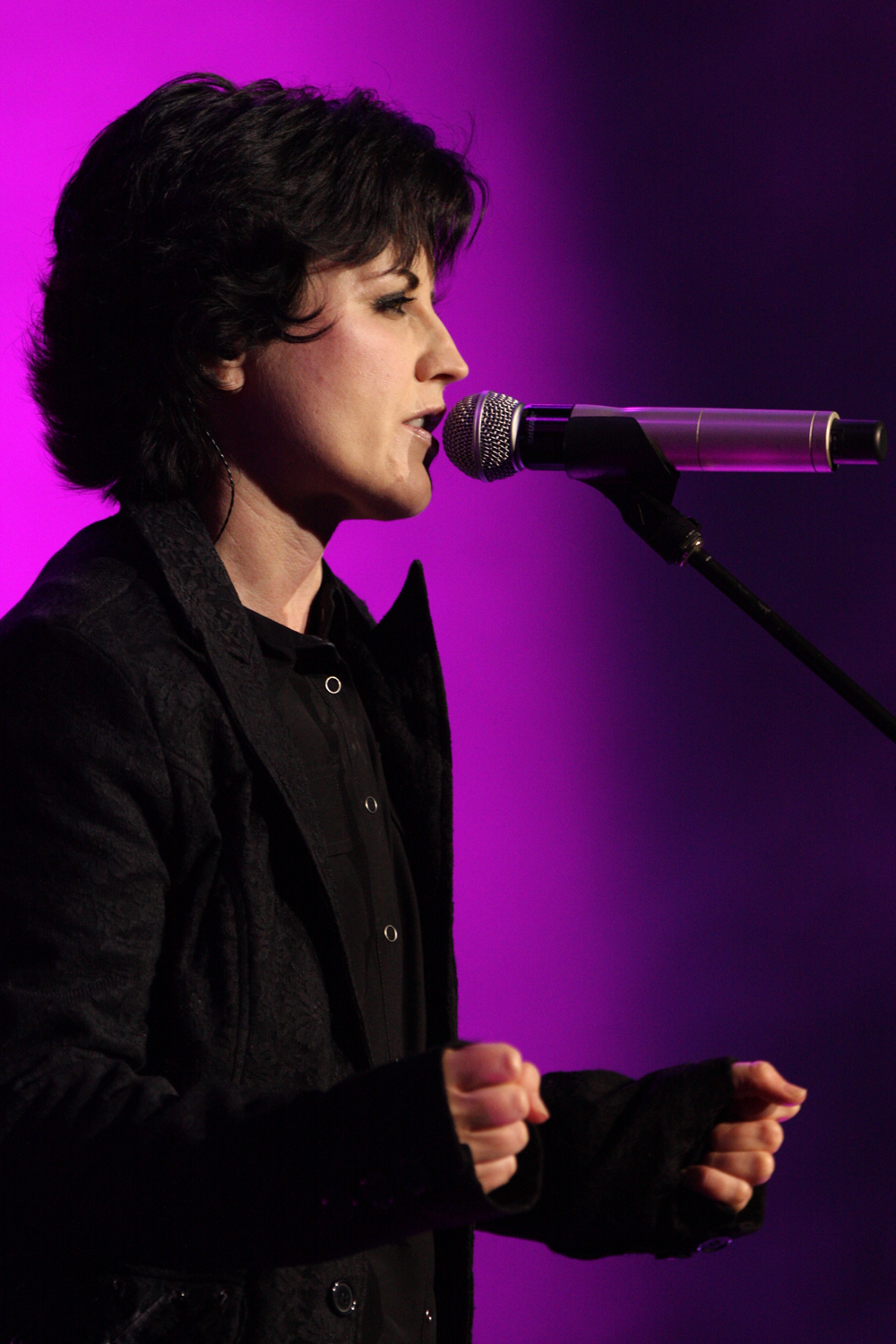
Dolores O'Riordan durante um show onde cantou a música Salvation

| 1994/1995                   | Posição |
| --------------------------- | ------- |
| Alemanha                    | 44      |
| Austrália                   | 8       |
| Áustria                     | 27      |
| Bélgica                     | 18      |
| Canadá                      | 30      |
| Europa (geral)              | 20      |
| França                      | 13      |
| Irlanda                     | 8       |
| Itália                      | 5       |
| Países Baixos               | 39      |
| Reino Unido                 | 13      |
| Suécia                      | 33      |
| Suíça                       | 35      |
| Billboard Alternative Songs | 1       |